# محمدية (مياندشت)
محمدیة (بالفارسية: محمدیه) هي مستوطنة تقع في إيران في Miyandasht Rural District. يقدر عدد سكانها بـ 183 نسمة بحسب إحصاء 2016.